# Michael Seater
Michael James Seater (Toronto (Ontario), 15 januari 1987) is een Canadees acteur. Hij is bekend voor het spelen van de titelrol, Derek Venturi, in de televisieserie Life with Derek. Hij speelde ook onder meer een gastrol in de serie Naturally, Sadie. In 2010 debuteert de nieuwe sitcom 18 to Life waarin Michael Seater ook de hoofdrol vertolkt.
- International Standard Name Identifier: 0000 0000 5481 1950
- Library of Congress Control Number: nr2005019315
- Virtual International Authority File: 7347009
- WorldCat: E39PBJkhQ48Q4tGpfHvwxWf8YP